# Mejerivillan, Ulvsunda

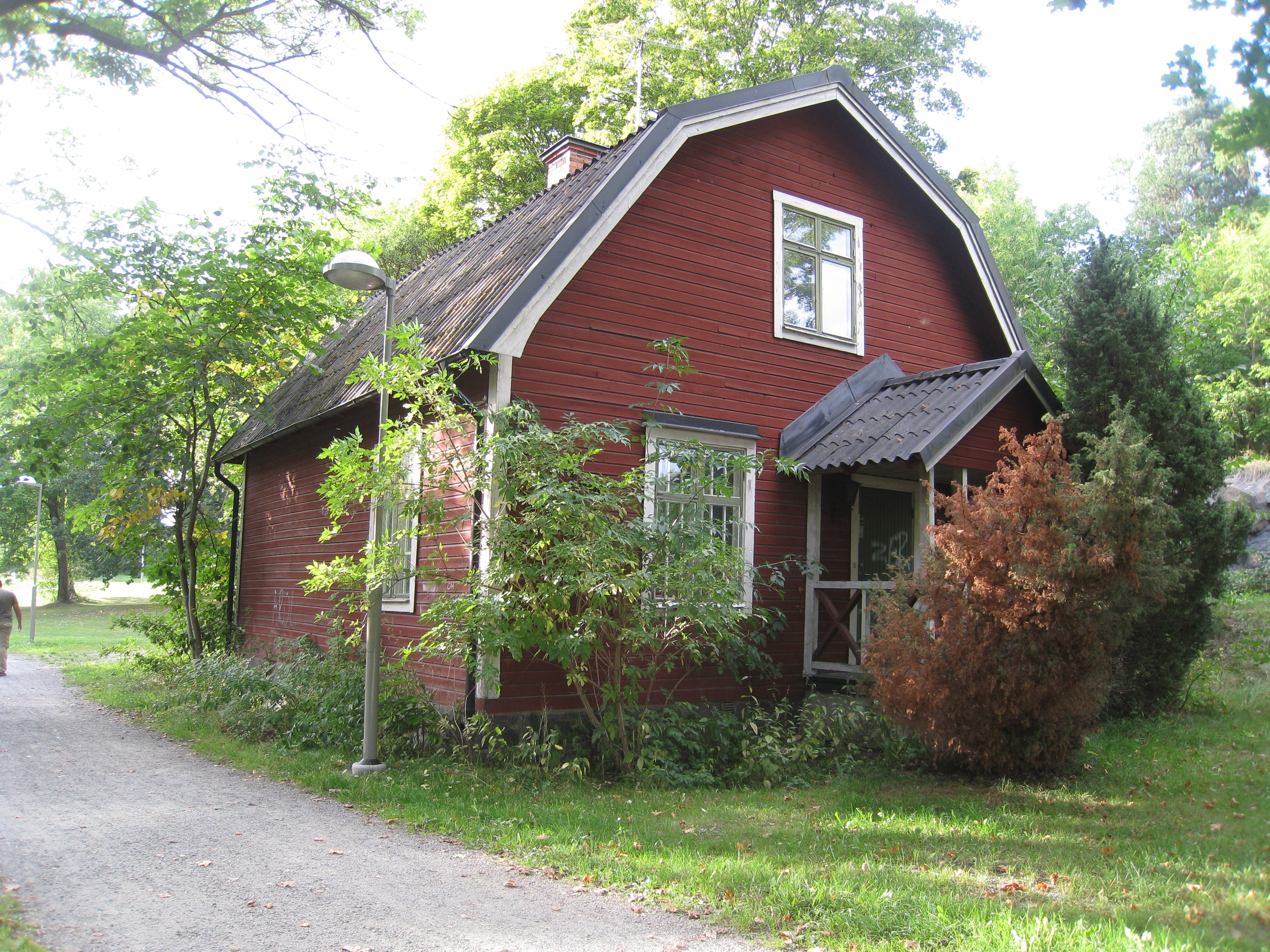
Mejerivillan vid Ulvsunda slott.

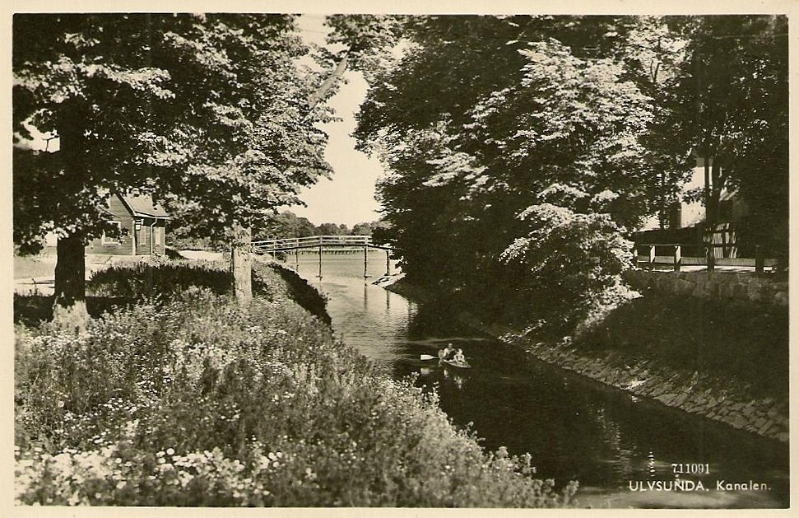
Ulvsundakanalen och bron vid Ulvsunda slott. Den smala kanalen leder från Lillsjön ut i Ulvsundasjön. Bron ligger alldeles nära Majerivillan, som syns till vänster på bilden. Foto från 1940-1950-talet.

Mejerivillan, Ulvsunda är en villa i stadsdelen Ulvsunda norr om Ulvsunda slott i Bromma väster om Stockholm. Villan ligger vid stranden av den smala kanalen, som ligger längs med Johannesfredsvägen och som leder Lillsjön vid utloppet till Ulvsundasjön. Mejerivillan bygges år 1905 och är den enda byggnad som återstår av Ulvsunda lantgård.

## Historik
Norr om kanalen, mellan Lillsjön och Ulvsundaviken, låg fram till 1938 en stor bondgård, Ulvsunda lantgård. Merparten av byggnaderna revs 1938. Villan var länge privatbostad men användes under 1990-talet av Bromma KFUK-KFUM scouter. Planen är att det i framtiden byggs en ny bro över kanalen mellan Johannesfredsvägen och slottet för varuleveranser. Enligt den nya detaljplanen kan den före detta Mejerivillan då användas för konferensverksamhet och viss publik verksamhet. Västra delen av Margretelundsvägens läggs i ny sträckning söder om slottet och den nuvarande delen av Margretelundsvägen norr och öster om slottet rivs och blir park. Allmänhetens tillgång till Ulvsunda Slottsträdgård förbättras och övriga parker i området rustas upp. Bron mellan Johannesfredsvägen och Ulvsunda slott stod klar under 2019. Det nya parkområdet väster om slottet planeras anläggas tidigast under kvartal 3 2021. Längs Ulvsundasjöns strand leder Margretelundsvägen och Ulvsundabron, en ny bro för Tvärbanan, sträcker sig härifrån till Ulvsunda industriområde.
[uppföljning saknas]
Ulvsunda lantgård uppfördes i början av sekelskiftet 1900 på stranden mitt emot Ulvsunda slott och där bodde Nils Persson-Nilsson själv. Huvudbyggnaden av trä var omgiven av stall, ladugård, magasinsbyggnad och smedja, allt till tjänst för jordbruket. Ännu hade man inte styckat av de stora tomtmarkerna, ännu en tid varade här den gamla lantbrukartiden. När patron Nils Persson-Nilsson 1901 skötte gården fanns här 17 statarfamiljer, som bodde i fyra bostadshus i den då mycket lantliga omgivningen av slottet. "Bröderna Jansson" höll en tid till i före detta ladugården. Den sentida lantgården, som byggdes i mitten av 1800-talet, låg mellan Lillsjön och gamla landsvägen mot Bromma, alldeles norr om Lillån. Stallet rymde 22 hästar. I slottsalléns förlängning norrut förde en gammal stenbro vid kanalen över ån, Spången. Den lilla bron vid kanalen hade gamla traditioner, den fanns från slutet av 1600-talet till 1937.
Lantgården bestod av mangårdsbyggnaden, kallad Ulvsunda gård, drängstugor och ladugårdar. Den enda byggnad som återstår av Ulvsunda lantgård är den så kallade Mejerivillan vid kanalens strand. Huset är från år 1905 och uppfördes dels som bostad för stalldrängen, dels som kyl- och lagringshus för mjölken. I undervåningen kyldes gårdens mjölk i stora kar, som kyldes med vatten från Ulvsundasjön. Av allt detta finns idag bara kvar den så kallade Mejerivillan, som byggdes 1905. Från mejerivillan fraktades mjölk till staden och här köpte Ulvsundaborna i Bromma och nybyggarna i Kungsholms villastad, det vill säga Ulvsunda trädgårdsstad i västra Stockholm, sin dagliga mjölk.